# ملعب مونغومو
ملعب مونغومو (بالإنجليزية: Estadio de Mongomo)‏ هو ملعب متعدد الرياضات في مدينة مونغومو في دولة غينيا الاستوائية.
في نوفمبر 2014، أعلن عن استقبال الملعب لبعض مباريات نهائيات كأس الأمم الأفريقية لكرة القدم 2015.